# کدوی کالیفرنیا
کدوی کالیفرنیا (نام علمی: Cucurbita californica) نام یک گونه از سرده کدو است.